# Even Flow
"Even Flow" är en låt av gruppen Pearl Jam och den andra singeln från albumet Ten. Låtens funkrytm spelas av Stone Gossard och texten, skriven av Eddie Vedder, handlar om ensamhet och hjälplöshet. Singeln nådde tredje plats på Billboard Hot Mainstream Rock Tracks.

## Musikvideo
Originalvideon ersattes av en konsertinspelning från en konsert på Moore Theatre i Seattle den 17 januari 1992.

## Låtförteckning
1. "Even Flow" (Vedder, Gossard) – 4:54
2. "Dirty Frank" (Vedder, Gossard, Ament, McCready, Abbruzzese) – 5:32
3. "Oceans" (Remix) (Vedder, Gossard, Ament) – 2:32

## Medverkande
- Eddie Vedder – sång
- Mike McCready – sologitarr
- Stone Gossard – kompgitarr
- Jeff Ament – basgitarr
- Dave Krusen – trummor